# Banket (gebak)

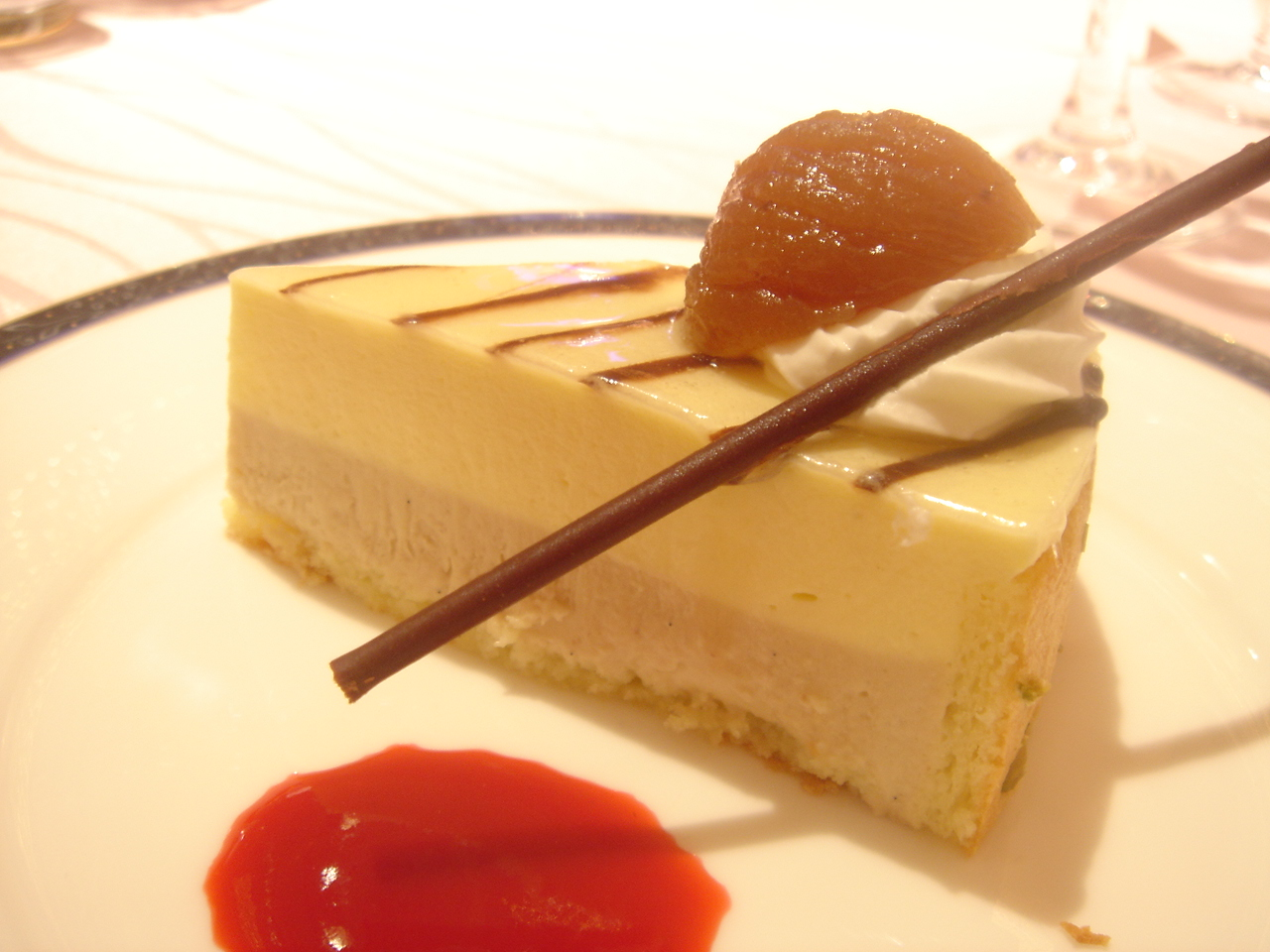
Een banketgebakje.

Banket is de benaming voor fijner bereid gebak. Het wordt gemaakt van duurdere en minder vaak gebruikte ingrediënten, waardoor het een exclusievere en luxe uitstraling krijgt. Chocoladeglazuur, slagroom, gekonfijt fruit, vers fruit, strooigarnering (nougatine, amandelschaafsel, walnoten) en marsepein zijn kenmerkend voor banket.
Banket wordt gemaakt en verkocht door een banketbakker. Het verschil met een bakker is de verkoop van producten. Een banketbakker verkoopt bijvoorbeeld geen brood en zal slechts voor speciale gelegenheden door consumenten worden bezocht: verjaardagen of bruiloften bijvoorbeeld. 

## Geschiedenis
Banket vindt zijn oorsprong in de Arabische landen, waar het beroep "suikerbakker" bestond, een soort voorloper op de banketbakker. De zoete hapjes die toen werden gemaakt, waaronder marsepein, vielen bij veel mensen in de smaak. Deze lekkernijen werden koeken genoemd en kenmerkten zich door het verfijndere bakwerk en de exclusieve ingrediënten die ervoor werden gebruikt: honing, noten, kaas of gedroogde vruchten. In Griekse toneelstukken wordt al gesproken over taarten en pasteien.
Ontdekkingsreizigers brachten de kennis vervolgens mee, waardoor ook andere landen met het banket in aanraking kwamen. Daarna is er geëxperimenteerd met ingrediënten en ontstonden nieuwe baktechnieken en -producten. Rond 1800 ging dit snel: beschuitbeslag en boterdeeg werden uitgevonden en men wist eiwit van eigeel te scheiden. De variatie in ingrediënten nam toe, en het banket werd steeds exclusiever.